# Веласкес, Пабло
Пабло Сесар Веласкес Леонардо Сентурион (исп. Pablo César Leonardo Velázquez Centurión; род. 12 марта 1987, Асунсьон) — парагвайский футболист, нападающий парагвайского клуба «12 октября» и сборной Парагвая.

## Клубная карьера
Веласкес начал заниматься футболом в полупрофессиональном клубе «Атлантида» из своего родного города. Вскоре он был замечен скаутами «Либетада» и приглашён в молодёжную команду. 10 декабря 2005 года в матче против «12 октября» Пабло дебютировал в парагвайской Примере. В этом же поединке он забил свой первый гол. В 2006 и 2007 году Веласкес дважды стал чемпионом Парагвая. В 2009 году он на правах аренды перешёл в «Рубио Нью». 28 февраля в матче против «2 мая» Пабло забил свой первый гол за новую команду. Всего за год Веласкес забил 26 мячей и стал лучшим бомбардиром чемпионата Парагвая. После удачного сезона к нему был предметный интерес софийского ЦСКА и «Ривер Плейта».
В 2010 году Пабло в третий раз выиграл чемпионат, а 2011 году вновь отправился в аренду. Новым клубом Веласкеса стал аргентинский «Сан-Лоренсо». 12 февраля в матче против «Химнасии Ла-Плата» он дебютировал в аргентинской Примере. 5 марта в поединке против «Олл Бойз» Веласкес забил свой первый гол. После не очень удачной аренды Пабло вернулся в Парагвай. В 2012 году он в четвёртый раз стал чемпионом страны.
Летом 2013 года Веласкес перешёл в мексиканскую «Толуку». 21 июля в матче против «Пачуки» он дебютировал в мексиканской Примере. 27 июля в поединке против «Монаркас Морелия» Пабло забил свой первый гол за «Толуку». По окончании сезона Веласкес стал лучшим бомбардиром Лиги MX. В начале 2015 года Пабло присоединился к колумбийскому «Атлетико Насьональ». 12 февраля в матче против «Атлетико Уила» он дебютировал в Кубке Мустанга. 1 марта в поединке против «Униаутонома» Веласкес забил свой первый гол за «Атлетико Насьональ». Летом того же года Пабло вернулся в Мексику, подписав контракт с «Монаркас Морелия». 26 июля в матче против «Крус Асуль» он дебютировал за новую команду. В этом же поединке Веласкес сделал «дубль», забив свои первые голы за «Монаркас Морелия».
Летом 2016 года после уверенного сезона в Мексике Пабло вернулся на родину, заключив соглашение с «Серро Портеньо». 20 июля в матче против «Либертада» он дебютировал за новую команду. В этом же поединке Веласкес забил свой первый гол за «Серро Портеньо». Летом 2017 года Пабло перешёл в «Некаксу». 6 августа в матче против «Гвадалахары» он дебютировал за новую команду. 24 августа в поединке против «Крус Асуля» Веласкес забил свой первый гол за «Некаксу».

## Международная карьера
4 ноября 2009 года в товарищеском матче против сборной Чили (1:2) Веласкес дебютировал за сборную Парагвая.

## Титулы и достижения
Командные
- Чемпион Парагвая (4): 2006, 2007, Клаусура 2010, Клаусура 2012
- Финалист Лиги чемпионов КОНКАКАФ (1): 2013/14

Личные
- Лучший бомбардир парагвайской Примеры (1): Апертура 2009
- Лучший бомбардир Лиги MX (1): Апертура 2013